# فینال جام حذفی فوتبال انگلستان ۱۹۲۹
فینال جام حذفی فوتبال انگلستان ۱۹۲۹، رقابت پایانی جام حذفی فوتبال انگلستان در سال ۱۹۲۹ میلادی است که مابین دو تیم باشگاه فوتبال بولتون و باشگاه فوتبال پورتسموث در ورزشگاه ومبلی لندن برگزار شده‌است.
این مسابقه که در تاریخ ۲۷ آوریل ۱۹۲۹ انجام شده‌است با نتیجه ۲ بر ۰ به سود تیم باشگاه فوتبال بولتون به پایان رسید.